# Cold as Ice (roman)
Pour les articles homonymes, voir Cold as Ice.
Cold as Ice est un roman de science-fiction de l'auteur américain Charles Sheffield paru aux éditions Tor Books en 1992 et réédité à six reprises depuis.